# Njivak
Njivak (cyr. Њивак) – wieś w Bośni i Hercegowinie, w Republice Serbskiej, w gminie Pelagićevo. W 2013 roku liczyła 51 mieszkańców.